# Böbikon
Böbikon is een plaats en voormalige gemeente in het Zwitserse kanton Aargau en maakt deel uit van het district Zurzach.
Böbikon telt 163 inwoners.
Op 1 januari 2022 fuseerde Böbikon met de gemeenten Bad Zurzach, Baldingen, Kaiserstuhl, Rekingen, Rietheim, Rümikon en Wislikofen tot een nieuwe gemeente die de naam Zurzach kreeg.

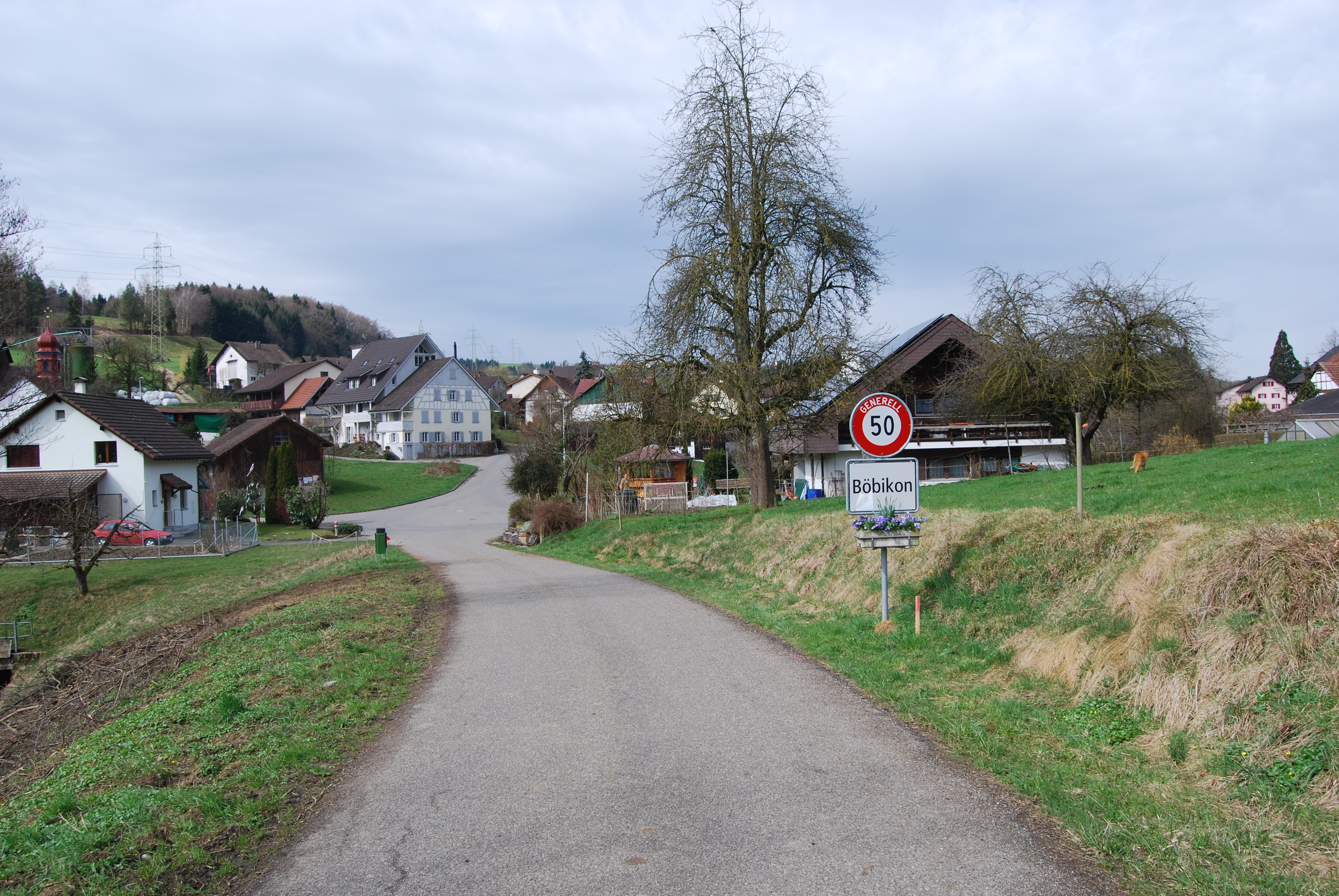
Böbikon